# Canton d'Aix-en-Provence-Centre
Le canton d'Aix-en-Provence-Centre est une ancienne division administrative française située dans les Bouches-du-Rhône, dans l'Arrondissement d'Aix-en-Provence.
Il disparaît à la suite du redécoupage cantonal de 2014.

## Composition
Le canton d'Aix-en-Provence-Centre se composait d’une fraction de la commune de Aix-en-Provence. Il comptait 41 361 habitants (population municipale) au 1er janvier 2012.
| Nom                         | Code Insee | Intercommunalité                   | Population (dernière pop. légale)                |
| --------------------------- | ---------- | ---------------------------------- | ------------------------------------------------ |
| Aix-en-Provence (chef-lieu) | 13001      | Métropole d'Aix-Marseille-Provence | Fraction : 41 361(2012) Commune : 143 006 (2016) |

## Quartiers d'Aix inclus dans le canton
- Centre-ville : quartier Mazarin, Villeneuve, Tanneurs, Ville comtale et Bourg Saint-Sauveur, Ville des Tours
- Sextius-Mirabeau
- Montperrin
- Encagnane
- Val de l'Arc
- Pont de Béraud
- Tour d'Aygosi
- Val Saint-André
- Corsy
- Beisson
- Saint-Eutrope

## Représentation
Canton créé en 1982.
| Période | Période | Identité           | Étiquette                                    | Qualité |
| ------- | ------- | ------------------ | -------------------------------------------- | --- |
| 1982    | 1988    | Charles de Peretti | RPR                                          | Avocat à la Cour, conseiller régional |
| 1988    | 1994    | Marc Egloff        | MRG puis Radical                             | Colonel Adjoint au maire d'Aix-en-Provence |
| 1994    | 2015    | Bruno Genzana      | UDF-PR puis DL puis UMP puis DVD puis NC-UDI | Cadre commercial Adjoint au maire puis conseiller municipal d'Aix-en-Provence jusqu'en 2009 Suppléant du député Christian Kert Conseiller régional depuis 2010 Elu en 2015 dans le Canton d'Allauch |

## Démographie
| 1982 | 1990   | 1999   | 2006   | 2011   | 2012   |
| ---- | ------ | ------ | ------ | ------ | ------ |
| -    | 55 034 | 56 756 | 42 538 | 41 408 | 41 361 |